# Вунзидель-им-Фихтельгебирге
Вунзидель-им-Фихтельгебирге (нем. Wunsiedel im Fichtelgebirge) — район в Германии, в административном округе Верхняя Франкония Республики Бавария. Центр района — город Вунзидель. Региональный шифр — 09 479. Регистрационные номера транспортных средств (нем. Kraftfahrzeugkennzeichen) — WUN, MAK, REH, SEL.
По данным на 31 декабря 2015 года:
- территория — 60 642,67 га;[3]
- население — 73 185 чел.;[1]
- плотность населения — 120,68 чел./км²;
- землеобеспеченность с учётом внутренних вод — 8286,22 м²/чел.

## Административное устройство
В состав района входят в общей сложности 17 общин (муниципалитетов), в том числе девять городских, три ярмарочных и пять сельских. В соответствии с законодательством Баварии в районе расположено два города (всего в Баварии 29 таких городов): Зельб и Марктредвиц, имеющие статус крупного районного города (нем. Große Kreisstadt).
Восемь общин района объединены в три административных сообщества. На территории района также расположены девять межобщинных (неинкорпорированных, некорпоративных, невключённых) территорий (региональный шифр — 09479444: 0	чел.,	7703.46	га).

### Городские общины
1. Арцберг (5196	чел.,	4319.98	га)
2. Вайсенштадт (3120	чел.,	4223.77	га)
3. Вунзидель (9203	чел.,	5488.47	га)
4. Зельб (14928	чел.,	8605.99	га)
5. Кирхенламиц (3313	чел.,	4848.1	га)
6. Марктлёйтен (3144	чел.,	3548.49	га)
7. Марктредвиц (17130	чел.,	4953.06	га)
8. Хоэнберг-ан-дер-Эгер (1424	чел.,	1566.69	га)
9. Шёнвальд (3207	чел.,	1919.01	га)

### Ярмарочные общины
1. Тирсхайм (1826	чел.,	2441.52	га)
2. Тирштайн (1157	чел.,	1292.98	га)
3. Ширндинг (1192	чел.,	1651.74	га)

### Общины
1. Бад-Александерсбад (976	чел.,	893.51	га)
2. Нагель (1730	чел.,	778.77	га)
3. Рёслау (2158	чел.,	2983.53	га)
4. Трёстау (2352	чел.,	1928.13	га)
5. Хёхштедт-им-Фихтельгебирге (1129	чел.,	1495.47	га)

### Межобщинные территории
1. 09479463—Вайсенштадтер-Форст-Зюд (нем. Weißenstadter Forst-Süd) (0	чел.,	1510.88	га)
2. 09479462—Вайсенштадтер-Форст-Норд (нем. Weißenstadter Forst-Nord) (0	чел.,	544.69	га)
3. 09479453—Кайзерхаммер-Форст-Ост (нем. Kaiserhammer Forst-Ost) (0	чел.,	800.67	га)
4. 09479456—Майерхёфер-Зайте (нем. Meierhöfer Seite) (0	чел.,	297.29	га)
5. 09479455—Мартинламицер-Форст-Зюд (нем. Martinlamitzer Forst-Süd) (0	чел.,	847.45	га)
6. 09479457—Нойбауэр-Форст-Зюд (нем. Neubauer Forst-Süd) (0	чел.,	313.43	га)
7. 09479460—Трёстауэр-Форст-Вест (нем. Tröstauer Forst-West) (0	чел.,	1446.19	га)
8. 09479459—Трёстауэр-Форст-Ост (нем. Tröstauer Forst-Ost) (0	чел.,	971.48	га)
9. 09479461—Фордорфер-Форст (нем. Vordorfer Forst) (0	чел.,	971.41	га)

### Объединения общин

#### Административное сообществоТирсхайм
1. Тирсхайм (2 092)
2. Тирштайн (1 316)
3. Хёхштедт-им-Фихтельгебирге (1 239)

#### Административное сообществоТрёстау
1. Бад-Александерсбад (1 234)
2. Нагель (1 893)
3. Трёстау (2 636)

#### Административное сообществоШирндинг
1. Хоэнберг-ан-дер-Эгер (1 534)
2. Ширндинг (1 479)

## Население
По оценке на 31 декабря 2015 года население района составляет 73 185 человек.
| Дата      | 1840.12.01 | 1871.12.01 | 1900.12.01 | 1925.06.16 | 1939.05.17 | 1950.09.13 | 1961.06.06 | 1970.05.27 | 1987.05.25 | 2004.12.31 | 2005.12.31 | 2006.12.31 | 2007.12.31 | 2008.12.31 |
| Население | 44 111     | 47 841     | 58 166     | 76 291     | 78 864     | 109 049    | 106 266    | 103 056    | 87 941     | 82 627     | 81 631     | 80 505     | 79 433     | 78 439     |
| Дата      | 2009.12.31 | 2010.12.31 | 2011.05.09 | 2011.12.31 | 2012.12.31 | 2013.12.31 | 2014.12.31 | 2015.12.31 | 2016.12.31 | 2017.12.31 | 2018.12.31 | 2019.12.31 | 2020.12.31 | 2021.12.31 |
| Население | 77 486     | 76 848     | 76 044     | 75 441     | 74 599     | 73 783     | 73 403     | 73 185     | -          | -          | -          | -          | -          | -          |

Данные о населении приведены по состоянию на 31 декабря 2015 года (по административным сообществам — на 31 декабря 2010 года).
Данные о территории приведены по состоянию на 31 декабря 2015 года.

## Комментарии
1. ↑  Бывшие некорпоративные области Hohenberger Forst (1390,58 га) и Selber Forst (1796,76 га) были ликвидированы с 1 апреля 2013 года.